# Scotura fusciceps
Scotura fusciceps är en fjärilsart som beskrevs av W. Warren 1909. Scotura fusciceps ingår i släktet Scotura och familjen tandspinnare. Inga underarter finns listade.